# Trabajador autónomo económicamente dependiente
El trabajador autónomo económicamente dependiente (abreviado TRADE o TAED), es según el Sistema Nacional de Empleo de España, el trabajador autónomo que realiza una actividad económica o profesional a título lucrativo y de forma habitual, personal, directa y predominante para una persona física o jurídica, denominada cliente, del que dependen económicamente por percibir de él, al menos, el 75% de sus ingresos por rendimientos de trabajo y de actividades económicas o profesionales. Esta figura está regulada por el Real Decreto 197/2009, de 23 de febrero.

## Requisitos necesarios
Para ser un TRADE se han de cumplir unos requisitos específicos:
- Realizar una actividad económica o profesional para un cliente del que percibe, al menos, el 75% de sus ingresos.[2]
- No tener a su cargo trabajadores por cuenta ajena ni contratar o subcontratar parte o toda la actividad con terceros.
- No ejecutar su actividad de manera indiferenciada con los trabajadores que presten servicios bajo cualquier modalidad de contratación laboral por cuenta del cliente.
- Disponer de infraestructura productiva y material propios.
- Desarrollar su actividad bajo criterios organizativos propios, sin perjuicio de las indicaciones técnicas de carácter general que pueda recibir de su cliente.
- Percibir una contraprestación económica en función del resultado de su actividad, de acuerdo con lo pactado con el cliente.

La realización del contrato se debe hacer por escrito entre el TRADE y el cliente y se debe registrar en el plazo de 10 días desde su firma y comunicar al cliente en los 5 días hábiles siguientes al registro del contrato. Este registro no tiene carácter público, de acuerdo con el Estatuto del trabajo autónomo. El contrato además dispondrá de unas cláusulas obligatorias que pueden ser completadas con otras que carecen del carácter de obligatoriedad.
Al TRADE se le reconoce el derecho a descansar como mínimo 18 días al año, cosa que puede ser mejorada mediante cláusula específica en el contrato. En el contrato se especificarán las horas de descanso semanal, así como los días de descanso anual y la jornada laboral diaria.

## Cotización a la Seguridad Social
El TRADE cuenta, de acuerdo con la Ley 32/2010, de 5 de agosto, con un sistema especial de protección por cese de actividad, que depende del abono de una prestación mensual por cese de actividad y la cotización a la Seguridad Social por contingencias comunes.
Para beneficiarse de esto ha de cumplir los requisitos que se detallan a continuación:
- Estar afiliado y en situación de alta en la Seguridad Social, tener cubiertas las contingencias profesionales y estar al corriente en el pago de las cuotas de Seguridad Social.
- Contar con un período mínimo de cotización por cese de actividad de doce meses continuados e inmediatamente anteriores al cese, siendo computable el mes en que se produzca el hecho causante del cese de actividad.
- Que el cese en la actividad desarrollada por el trabajador se deba a motivos económicos, técnicos, productivos u organizativos, causas de fuerza mayor, pérdida de licencia administrativa, violencia de género, divorcio o acuerdo de separación matrimonial y sea debidamente justificado.
- Suscribir el compromiso de actividad para el mantenimiento de la prestación a fin de realizar las actividades formativas, de orientación profesional y de promoción de la actividad emprendedora a las que pueda convocarle el Servicio Público de Empleo correspondiente así como a efectos de cumplir las obligaciones de los artículos 17.1 g) y h) de la Ley 32/2010, de 5 de agosto.
- No haber alcanzado la edad ordinaria de jubilación, salvo que no tuviera acreditado el período de cotización requerido para ello.
- Que no concurra ninguna de las incompatibilidades previstas en la Ley 32/2010, de 5 de agosto.

La solicitud de prestación por cese de actividad deberá ser presentada ante la mutua con la que el trabajador tenga cubiertas las contingencias profesionales o ante el Servicio Público de Empleo Estatal si las tiene cubiertas con el Instituto Nacional de la Seguridad Social (INSS).
Debe ser presentada hasta el último día del mes siguiente al que se produjo el cese de la actividad y deberá ir acompañada de la información acreditativa correspondiente.
La cuantía de la prestación será del 70% de la base reguladora, calculada según el promedio de las bases por las que el trabajador hubiera cotizado durante los 12 meses anteriores a la situación legal de cese de actividad. La cuantía mínima variará entre el 107% y el 80%, dependiendo de si el trabajador autónomo tiene hijos a su cargo, o no y no será de aplicación la cuantía mínima a los autónomos que coticen por una base inferior a la mínima.

## Diferencia entre el TRADE y el falso autónomo
El falso autónomo, o autónomo fantasma, aunque está dado de alta en la Seguridad Social como autónomo, en realidad realiza funciones y actividades que cumplen con las características de una relación laboral. El trabajador autónomo económicamente dependiente (TRADE) es una figura completamente legal, con un tratamiento específico, mientras que el falso autónomo es un fraude, contraviene la normativa y las empresas que se sirven de esta artimaña pueden ser sancionadas.

### Legislación utilizada
1. 1 2 3  «Real Decreto 197/2009, de 23 de febrero, por el que se desarrolla el Estatuto del Trabajo Autónomo en materia de contrato del trabajador autónomo económicamente dependiente y su registro y se crea el Registro Estatal de asociaciones profesionales de trabajadores autónomos». Boletín Oficial del Estado (54): 22048-22062. 4 de marzo de 2009. ISSN 0212-033X. BOE-A-2009-3673.
2. 1 2  «Ley 20/2007, de 11 de julio, del Estatuto del trabajo autónomo». Boletín Oficial del Estado (166): 29964-29978. 12 de julio de 2007. ISSN 0212-033X. BOE-A-2007-13409.
3. 1 2 3 4 5 6  «Ley 32/2010, de 5 de agosto, por la que se establece un sistema específico de protección por cese de actividad de los trabajadores autónomos». Boletín Oficial del Estado (190): 68526-68551. 6 de agosto de 2010. ISSN 0212-033X. BOE-A-2010-12616.